# Acolbifene
Acolbifene (INN) (tên mã phát triển EM-652, SCH-57068) là một bộ điều biến thụ thể estrogen chọn lọc không steroid (SERM), vào năm 2015, trong các thử nghiệm lâm sàng giai đoạn III để điều trị ung thư vú.